# Nikola Ilievski
Nikola Ilievski (mak. Никола Илиевски) (Skoplje, Makedonija, 16. prosinca 1954.) je bivši makedonski nogometaš, danas trener.
Tijekom svoje igračke karijere igrao je za Ohrid, Vardar, Rabotnički, Prištinu i Radnički iz Pirota u Jugoslaviji, i Kastoriu u Grčkoj.
Nakon dobivanja trenerske diplome Fakulteta za fizičku kulturu Sveučilišta u Beogradu Ilievski je započeo svoju trenersku karijeru. Bio je izbornik Makedonske nogometne reprezentacije od 2002. do 2003. Vodio je u dva navrata Pobedu iz Prilepa, a s tim klubom je stigao u Kup UEFA 2000. i osvojio makedonsku Prvu ligu 2004.
U siječnju 2013. Ilievski je imenovan za novog trenera Vardara nakon smjene Blagoja Milevskog, ali je 13. travnja, nakon poraza u derbiju protiv Pelistera, podnio je ostavku zbog loših rezultata u ligi.

## Vanjske poveznice
- Worldfootball.net